# Вишницер, Марк Львович
Марк Львович Вишницер  (1882—1955) — еврейский историк, социолог и общественный деятель; автор нескольких сотен статей в «Еврейской энциклопедии Брокгауза и Ефрона».

## Биография
Марк Вишницер родился 10 мая 1882 года в городе Ровно Волынской губернии Российской империи. По окончании гимназии в Бродах (Галиция) усердно занимался изучением Талмуда и средневековой еврейской литературой. В 1906 году он успешно окончил Берлинский университет со степенью доктора философии. Его диссертационная работа «Die Universität Göttingen und die Entwicklung der liberalen Ideen in Russland im ersten Viertel des 19 Jahrh.» вышла отдельным изданием в 1907 году в Берлине в переработанном виде.
Влияние западноевропейских идей на русское передовое общество сказалось особенно в лице Николая Ивановича Тургенева, которому М. Л. Вишницер посвятил очерк «Nikolaj Turgenews politische Ideale» («Beiträge zur russischen Geschichte», Берлин, 1907 год) и серию статей, основанных на изучении архивного материала («Геттингенские годы Н. Тургенева»; «Барон Штейн и Тургенев» («Минувшие годы», 1908 год); «Записки Н. Тургенева по вопросам ο крестьянской и судебной реформе» («Русская мысль», 1909).
Перу М. Вишницера принадлежит работа «Проекты реформы еврейского быта в Герцогстве Варшавском и Царстве Польском» («Пережитое», т. I), составленная на основании рукописных материалов.
Вишницер состоял членом комитета Еврейского историко-этнографического общества и читал лекции на курсах востоковедения барона Д. Г. Гинцбурга.
С 1908 по 1913 год Марк Львович Вишницер редактировал, начиная со второго тома, пятый отдел в «Еврейской энциклопедии Брокгауза и Ефрона», в которой поместил сотни оригинальных статей.
С 1914 по 1916 год был инициатором и редактором «Истории еврейского народа» изданной на русском языке. Помимо этого являлся сотрудником журнала «Еврейская старина», выходившего раз в три месяца.
Вскоре после октябрьского переворота и установления в стране советской власти учёный покинул Россию и обосновался в Берлине, где занимал должность секретаря Общества взаимопомощи немецких евреев и был редактором исторического отдела «Энциклопедии иудаики» (на немецком языке). В 1935 году Вишницер издал книгу «Евреи в мире».
С приходом к власти в Германии Адольфа Гитлера, учёный, опасаясь расправы, был вынужден покинуть Германию.
Некоторое время жил во Франции, а после начала Второй мировой войны эмигрировал в Соединённые Штаты Америки, где редактировал «Алгемейне энциклопедие» (на идиш). Помимо этого занимал должность профессора еврейской истории в Иешива-университете города Нью-Йорка.
Последние годы жизни провёл в Израиле. Марк Львович Вишницер умер 15 октября 1955 года в городе Тель-Авиве.
Был женат на писательнице и искусствоведе Рахель Вишницер-Бернштейн; в 1924 году у них родился сын, Леонард.